# Valente (dux Dalmatiae)
Valente  fue un militar romano occidental. En el año 409 tenía el cargo de Dux en Dalmacia, bajo el gobierno de Honorio. No debe confundirse con el homónimo Valente, magister militum con Honorio, también, en el año 409.

## Carrera
Valente estaba al cargo de las tropas limitanei dentro de Dalmacia, probablemente estacionadas en Salona. Parece ser que estas unidades eran las remanentes de las que protegían la frontera danubiana de Panonia y que fueron reagrupadas en Dalmacia tras el abandono de la misma.
En el año 408, Alarico invadió Italia por segunda vez, llegó a Roma y puso la ciudad bajo un bloqueo que solo fue levantado tras el pago por sus habitantes de un importante rescate. Temiendo otro ataque de los visigodos, el senado romano envió en el 409 a Prisco Átalo y otros ciudadanos ilustres a Rávena para intentar convencer a Honorio de que llegase a un acuerdo de paz con Alarico.
El emperador no aceptó los términos del líder visigodo y ordenó que Valente con sus tropas de Dalmacia —cinco legiones con unos 6000 efectivos— se diriguiese a Roma para proteger la ciudad. Átalo acompañó al ejército romano pero este fue interceptado por el de Alarico y sufrió una estrepitosa derrota en la que cayeron o fueron capturados la mayoría de sus hombres.

Dalmacia en el siglo IV.

A finales de ese año 409, Prisco Átalo se proclamó emperador con el apoyo de Alarico quien asumió el cargo de magister peditum. Valente, que se había unido al usurpador, se convirtió en magister equitum. Juntos, dirigieron un ejército a Rávena para intentar deponer a Honorio y alcanzaron Rímini a principios del 410. Con todo, ante la llegada a Rávena de refuerzos enviados por el Imperio oriental, los atacantes decidieron retirarse a Roma. Poco después, Valente fue acusado de traición y ejecutado en el mismo año 410.